# Phaeolus
Phaeolus is een geslacht van schimmels behorend tot de familie Laetiporaceae.

## Soorten
Volgens Index Fungorum telt het geslacht zes soorten (peildatum april 2023):
| Soortnaam                              | Auteur(s)                       | Publicatiejaar |
| -------------------------------------- | ------------------------------- | -------------- |
| Phaeolus amazonicus                    | M.A. De Jesus & Ryvarden        | 2010           |
| Phaeolus manihotis                     | R. Heim                         | 1931           |
| Phaeolus rigidus                       | (Lév.) Pat.                     | 1915           |
| Phaeolus schweinitzii (Dennenvoetzwam) | (Fr.) Pat.                      | 1900           |
| Phaeolus subbulbipes                   | (Henn.) O. Fidalgo & M. Fidalgo | 1957           |
| Phaeolus tabulaeformis                 | (Berk.) Pat.                    | 1900           |